# Анатомический акт (1832)
Анатоми́ческий акт (англ. Anatomy Act) — билль (декрет), которым английский парламент разрешил в 1832 году вскрытие и исследование человеческих трупов с медицинскими целями и для изучения анатомии.

## Причины

### Запрет на вскрытие трупов
До принятия акта положение учащихся и врачей в Англии было самым затруднительным: общество, суды и медицинские учреждения, выдававшие медицинские учёные степени, требовали от них анатомических знаний, которых в Англии невозможно было приобрести, потому что закон строго запрещал вскрытие трупов и употребления их для анатомических исследований и упражнений. В XVI веке, правда, для поощрения анатомических занятий закон приказал «выдавать ежегодно корпорации цирюльников-хирургов (barber-surgeons) трупы 4 казнённых разбойников для их анатомического вскрытия» и впоследствии даже установил, что посмертное вскрытие трупов входило в приговор различных преступников, как часть их наказания; но те меры был недостаточны и вызывали предубеждение, что всякое вскрытие трупа — часть наказания за преступления. Из-за такого положения дел учиться медицине англичане уезжали в Голландию, Италию, Германию и Францию, где законодательство было разумнее.

### Кража трупов и убийства
Настоятельная нужда в трупах для изучения анатомии вызывала в Лондоне, Эдинбурге и других местах Англии особый промысел — кражу трупов, их вырывание из могил и даже убийства с целью добыть трупы.
В 1828 году эдинбургский сапожник Уильям Бёрк и житель Уильям Хэр были обвинены и уличены в трёх убийствах. Перед казнью Бёрк признался в убийстве 15 человек и продаже их трупов одному эдинбургскому хирургу.

## Комиссия и прения
История Бёрка и Хэра побудила английский парламент учредить в 1829 году комиссию для подробного исследования положения анатомии в Англии.
Исследования и прения продолжались с 1829 по 1832 годы, когда был принят, наконец, анатомический акт, уничтоживший вменение в наказание преступникам вскрытие их трупов после казни и дозволивший медицинским школам пользоваться трупами для анатомических и медицинских целей с соблюдением известных правил, подобных существующим везде.